# Regierung Damseaux
Die Regierung Damseaux war die zweite wallonische Regierung. Sie amtierte vom 26. Januar 1982 bis zum 27. Oktober 1982.
Von 1981 bis 1985 setzte sich die wallonische Regierung proportional zur Stärke der Parteien im Regionalrat zusammen. Die Sozialistische Partei (PS) stellte drei, die liberale Parti réformateur libéral (PRL) stellte zwei und die Christsoziale Partei (PSC) stellte einen Minister. Die erste Exekutive hatte weder Ministerpräsident noch eine Ressortzuteilung. Im Januar 1982 wurde André Damseaux (PRL) Ministerpräsident und die Ressorts zugeteilt. Die personelle Zusammensetzung der Regierung blieb unverändert. Im Oktober 1982 folgte, wie vorher abgesprochen, Jean-Maurice Dehousse (PS) als Ministerpräsident.

## Zusammensetzung
| Amt | Name                  | Partei | Beginn der Amtszeit | Ende der Amtszeit |
| --- | --------------------- | ------ | ------------------- | ----------------- |
| Ministerpräsident und Minister für die Verwaltungsaufsicht über die lokalen Behörden und für Außenbeziehungen | André Damseaux        | PRL    | 26. Januar 1982     | 27. Oktober 1982  |
| Wirtschaftsminister                                                                                           | Jean-Maurice Dehousse | PS     | 26. Januar 1982     | 27. Oktober 1982  |
| Minister für Haushalt und Energie                                                                             | Philippe Busquin      | PS     | 26. Januar 1982     | 27. Oktober 1982  |
| Minister für neue Technologien, kleine und mittlere Unternehmen, Raumordnung und Forsten                      | Melchior Wathelet     | PSC    | 26. Januar 1982     | 27. Oktober 1982  |
| Minister für Wasser, Umwelt und den ländlichen Raum                                                           | Valmy Féaux           | PS     | 26. Januar 1982     | 27. Oktober 1982  |
| Minister für Wohnungen und Informationstechnik                                                                | André Bertouille      | PRL    | 26. Januar 1982     | 27. Oktober 1982  |